# 慈雲寺 (高山市)
慈雲寺（じうんじ）は岐阜県高山市丹生川町旗鉾にある釈迦如来を本尊とする曹洞宗の寺院で、山号は旗鉾山。飛騨三十三観音30番札所である。
創建不詳。江戸時代に飛騨国主であった金森頼直が高山素玄寺の末寺として同寺5世の清懶徽猷を中興開山として再興し、以降その末寺となっている。正確な中興の年は知られていないが、清懶徽猷の没年から延宝7年(1679年)以前と考えられている。境内には本堂のほか、庚申堂と地蔵堂がある。
寺の前を通る道は往時に丹生川街道と呼ばれて多くの客で賑わい、当寺へも多数休憩のために立ち寄ったと伝わっている。あまりの客の多さに寺では茶をふるまうことができず湯を呈してしまったことにより、湯沢山茶呉寺と呼ばれた。江戸時代は除地として2斗9升余りの寺領を有していた。